# Parcines
Parcines (en allemand, Partschins) est une commune italienne d'environ 3 700 habitants située dans la province autonome de Bolzano dans la région du Trentin-Haut-Adige dans le nord-est de l'Italie.

## Administration
| Période                                  | Période | Identité | Étiquette | Qualité |
| ---------------------------------------- | ------- | -------- | --------- | ------- |
|                                          |         |          |           |         |
| Les données manquantes sont à compléter. |         |          |           |         |

### Hameaux
Rablà, Montesole, Tablà, Tel, Vallettina, Quadrato

### Communes limitrophes
Les communes limitrophes sont  Lagundo, Lana, Marlengo, Moso in Passiria, Naturno, Plaus, Senales et Tyrol.